# Fernando Prestes
Fernando Prestes é um município brasileiro do estado de São Paulo. Tem uma população de 6.066 habitantes (IBGE/2024). Pertence à Microrregião de Jaboticabal e à Região Administrativa Central. O município é formado pela sede e pelo distrito de Agulha.

## História

### Origem do Povoado
Com a  transferência da Corte Portuguesa para o Brasil no ano 1808, juntamente com a Corte Portuguesa chegou aos país a família Castilho. Manuel Francisco de Castilho, casado a nobre portuguesa D. Maria Francisca de Jesus, vivia da criação de gado no Piauí. Vindo a falecer Manuel, a viúva D. Maria Francisca e os seus filhos foram para a Corte do Rio de Janeiro. Chegando, fez-se amiga da Imperatriz D. Leopoldina e tornou-se ama de leite do futuro Imperador D. Pedro II. O fato comoveu D. Pedro I que em reconhecimento a presenteou com uma sesmaria (Carta lavrada aos 7 de maio de 1825) cujas terras abrangiam imensos horizontes no estado de São Paulo. Parte do atual município pertencia a Sesmaria Capa-Preta da família Castilho.
Mais tarde, a família Mendes adquiriu terras compreendendo em lotes que teriam pertencido a Sesmaria. Em fins do século XIX, as terras foram divididas conforme sentença homologada em 16 de maio de 1898, entre 65 condôminos, a citar alguns: Anna Flauzina de Jesus, Francisco Salles de Almeida Leite, Francisco José Ferraz, Francisco Thomaz Villela, Francisco da Cunha Villela, Honório Alves da Cunha, Joaquim Leonel Ferraz, Dr. Luiz Santos Dumont (irmão de Alberto Santos Dumont), Leonel José Ferraz, Marcos Villela Louzada.

### Povoado
Embora a Fazenda Mendes tivesse sido dividida judicialmente no ano de 1898, algumas famílias teriam se fixado na região antes dessa partilha.
Leonel José Ferraz, vindo da cidade de São Carlos/SP fixou-se em Aparecida do Monte Alto atraído pela grande quantidade de madeira existente na região. Adquiriu terras à margem do Ribeirão dos Mendes e construiu a primeira habitação de madeira. Leonel denominou estas plagas de “Matão”, devido à exuberância de verde. Seduzidas pela atividade da madeira, as pessoas que se dirigiam à região referiam-se a ela como “Matão do Leonel”.
A partir de então, atraídos por motivos econômicos, desbravadores adquiriram propriedades na região e nela se estabeleceram (são considerados os fundadores do município). Em 1894, Francisco Salles de Almeida Leite adquiriu terras iniciando a primeira lavoura de café. Por volta de 1903, o italiano José Agustoni adquiriu terras onde hoje localiza-se a sede do município, trabalhando no transporte de cargas e passageiros e no comércio. No ano de 1904, o comerciante Júlio Freitas da Silva e o madeireiro Joaquim Gorgulho estabeleceram-se no município, assim como Giácomo Pedrassoli, cafeicultor que instalou as primeiras máquinas de beneficiamento de café e arroz.
Em 1909, chegou ao povoado os trilhos da Estrada de Ferro Araraquara, funcionando como principal meio de escoamento da produção agrícola do "Matão do Leonel" que passou a chamar-se Fernando Prestes em homenagem ao Coronel Fernando Prestes de Albuquerque, por sugestão de Francisco Salles de Almeida Leite.

### Imigrantes
O processo migratório exerceu importante influência na formação do país. Com a ascensão da lavoura de café, associada à fertilidade das terras fernando-prestenses, muitas famílias fixaram-se na região, contribuindo em vários setores da economia do município, principalmente os italianos na agricultura, os portugueses na agricultura e comércio, os sírios-libaneses no comércio. Entre muitas famílias, citam-se algumas.
Por ocasião da II Guerra Mundial, foi realizado um recadastramento dos imigrantes no país. O livro "Cidade de Fernando Prestes: resgate de sua memória", apresenta alguns imigrantes (país de origem, filiação, chega ao país, matrimônios e outros) que a época se recadastraram junto a Delegacia de Polícia de Fernando Prestes.
Segue uma lista com o país de origem e o sobrenome de algumas famílias apresentadas no livro:
- Itália: Agustoni, Sereni(e), Bailo, Bertolin, Brambilla, Di Foggi, Canonici, Caroni, Morselli, Estruzani, Marini, Mochetti, Pastori, Ravazzi, Vila, Zampieri, Merlussi, Gibertoni, Pecorari, Zaniboni e Parizzi.
- Portugal: Antônio, Faim, Freitas, Jacinto, Jesus, Martins, Mendes, Pires, Ribeiro, Silva, Teixeira, Tomé.
- Espanha: Campos, Contrera, Gomes, Hernandes, Marin, Palma, Ruiz, Sanches, Thebar.
- Líbano: Abissamra, Abrão, Farhat, , Safadi, Simão, Tayar.
- Síria: Aftmus, Mussi, Nasr.
- Japão: Aguena, Murakami.
- França: Bacconi.
- Áustria: Hurna e Novisch.
- Iugoslávia: Gribl e Pal.
- Argentina: Morini.
- Romênia: Victoriano.

### Distrito de Paz
Com o desenvolvimento, o povoado passou a ter relevância nos contextos político, social, histórico e geográfico do estado, motivo pelo qual em 29 de dezembro de 1914, foi criado o Distrito de Paz de Fernando Prestes, no município de Monte Alto e Comarca de Jaboticabal. Nesse sentido, passou a ter mais autonomia, sendo criado na ocasião o cargo de sub-prefeito.

### Emancipação Política
Na década de 1930, os ideais de liberdade começavam a ecoar e a comunidade começou a se organizar politicamente dando ensejo a criação de partidos políticos. Juntamente com os políticos locais, trabalharam pela emancipação do município os deputados Bento de Abreu Sampaio Vidal, Bento de Abreu Sampaio Vidal Filho, Leonel Benevides de Rezende e o Sr. Odorico Magalhães. Em 5 de julho de 1935 por meio do decreto 7.354 foi criado o município de Fernando Prestes pelo então Governador Doutor Armando de Salles Oliveira. Essa data é feriado municipal  de "Aniversário da Cidade" ou ainda de  "Aniversário de Emancipação Político-Administrativa".

## Geografia

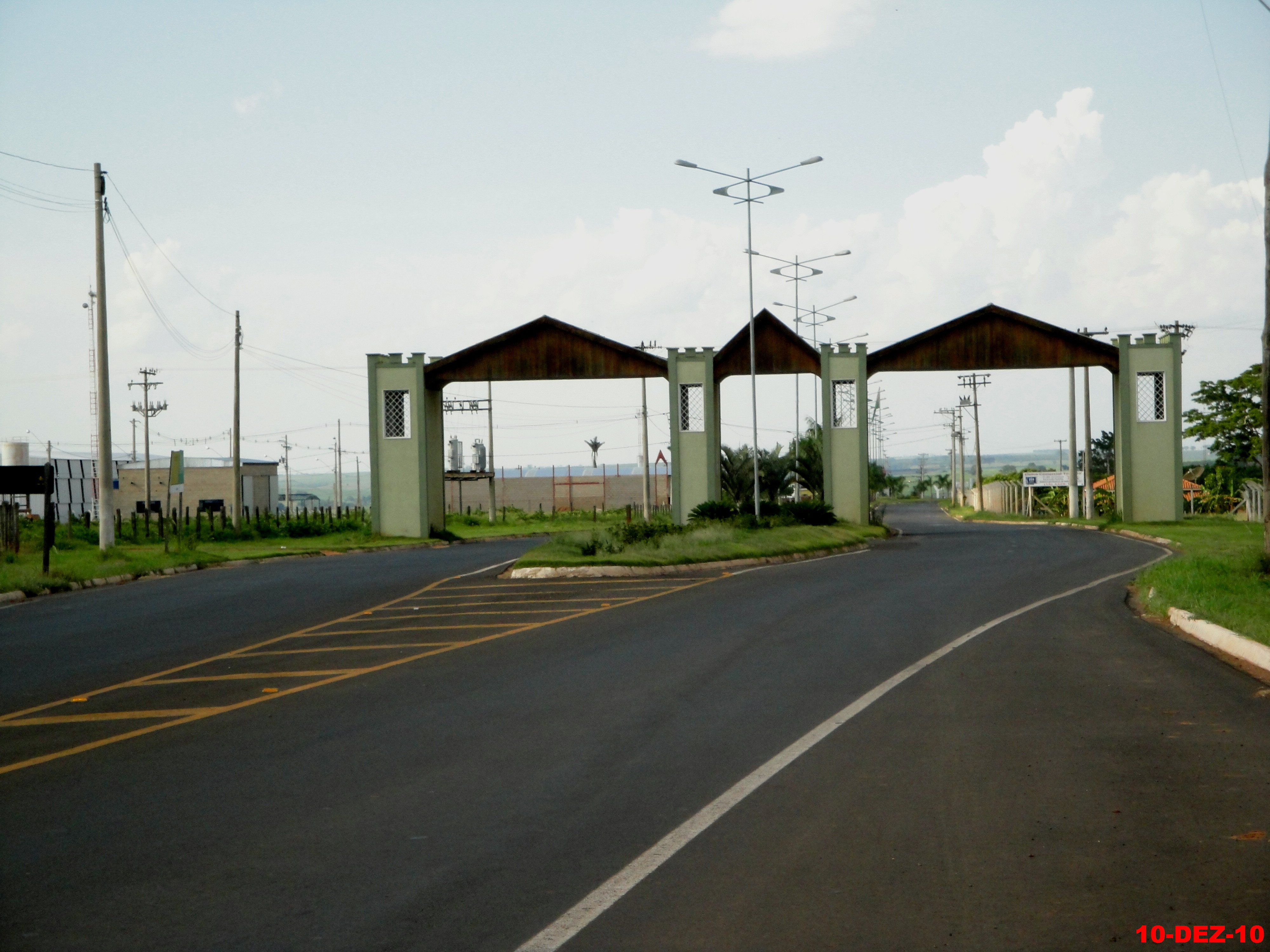
Portal da cidade.

### Localização
- Localiza-se à noroeste do estado e a nordeste da capital (São Paulo)
- 21º 15' 52" de latitude Sul e 48º 41' 07" de longitude oeste de Greenwich.
- 517 metros acima do nível do mar.
- Área de 174 km², representando 0,07% da área do estado de São Paulo.
- Distância até a capital de 383 km.

### Limites
- Norte: Ariranha e Monte Alto.
- Sul: Taquaritinga.
- Leste: Cândido Rodrigues.
- Oeste: Santa Adélia.
- Noroeste: Itápolis.

### Hidrografia
O Ribeirão dos Mendes é o único curso d'água que atravessa o município. Fazem parte da rede hidrográfica do município os córregos Palmeiras, do Cunha, da Agulha, da Prata, da Lagoa, da Limeira, Areias, da Divisa, Tanque, São José, Gaspar, Olho D'Água, Congonha, Pastore, Santa Mariana e Borghi, integrados à Bacia Hidrográfica do Médio Tietê Inferior e a Bacia Hidrográfica do Turvo. Ainda integram a rede hidrográfica os ribeirões da Onça (Rio da Onça) e dos Porcos (Rio dos Porcos), por servirem de limites entre municípios e devido ao seu médio volume de água.

### Topografia

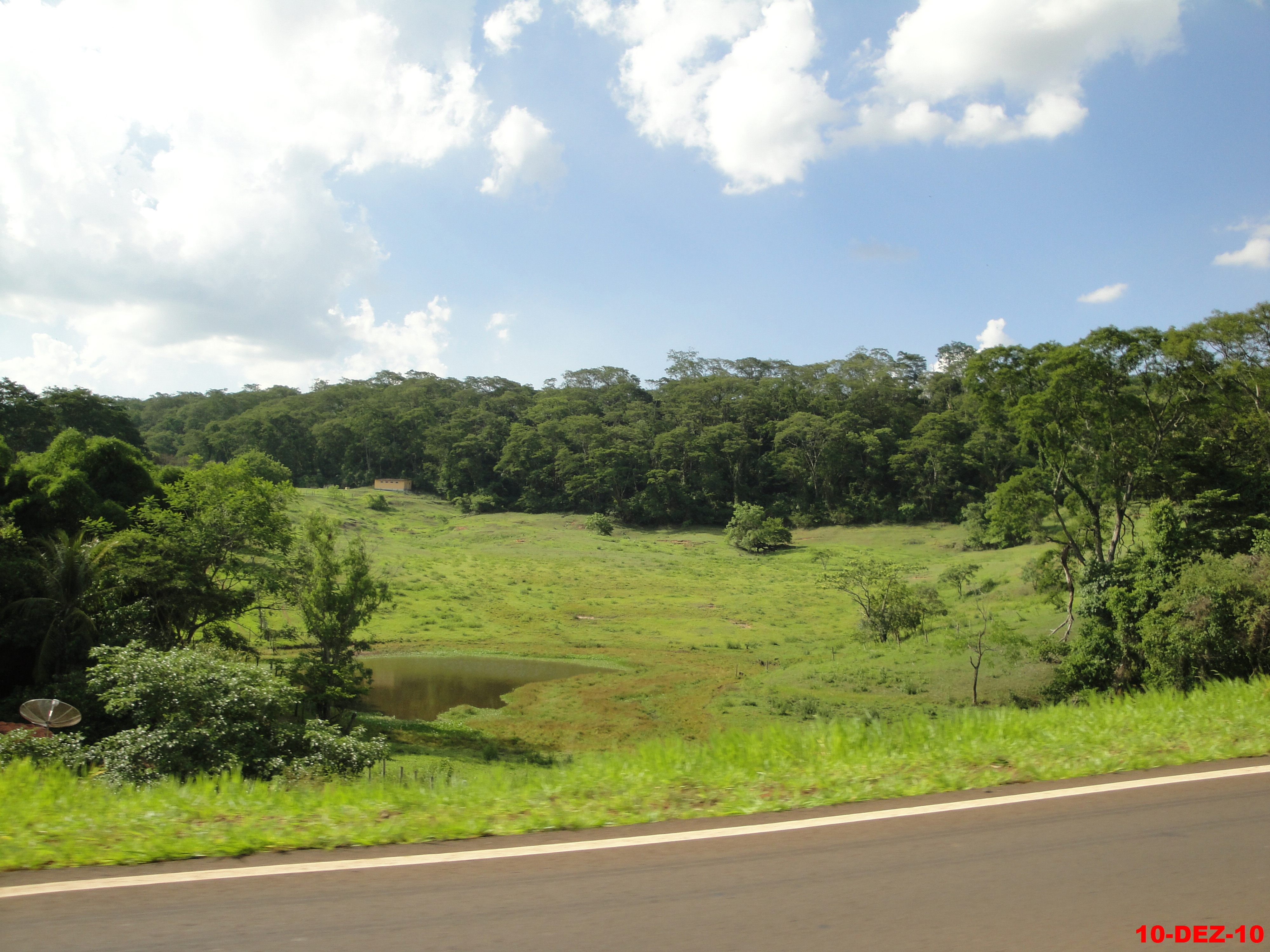
Serra do Itambé.

O relevo integra o Planalto Meridional, de rochas de arenito basáltico, sendo encontradas áreas de sedimentação arenosa. Particularmente, Fernando Prestes é uma planície levemente ondulada, incrustada entre as serras do Itaimbé (664 metros de altitude) e de Jaboticabal (720 metros de altitude). Na sede do Município, nota-se a presença de um vale percorrido pelo Ribeirão dos Mendes, às margens do qual surgem as colinas que o definem.

### Vegetação
Nos tempos do povoamento dominavam grandes florestas tropicais e madeiras de lei, como peroba, cedro, ipê, cabreúva e aroeira. Pouco resta da paisagem primitiva, hoje substituída pelos campos de cultura e pastagens. Em 1980, havia cerca de 25 hectares de mata natural, das quais grande parte encontra-se na Serra do Itaimbé.

### Clima
Em razão das características tropicais, influenciado principalmente pela altitude e continentalidade, o clima é classificado como quente com inverno seco.
- A média térmica anual é de 22,7 °C.
- Umidade relativa do ar de 69%.
- Pluviosidade média de 126,3 mm anuais.
- Evaporação média é de 123,8 mm.
- Insolação média é de 208,3 horas.

## Demografia

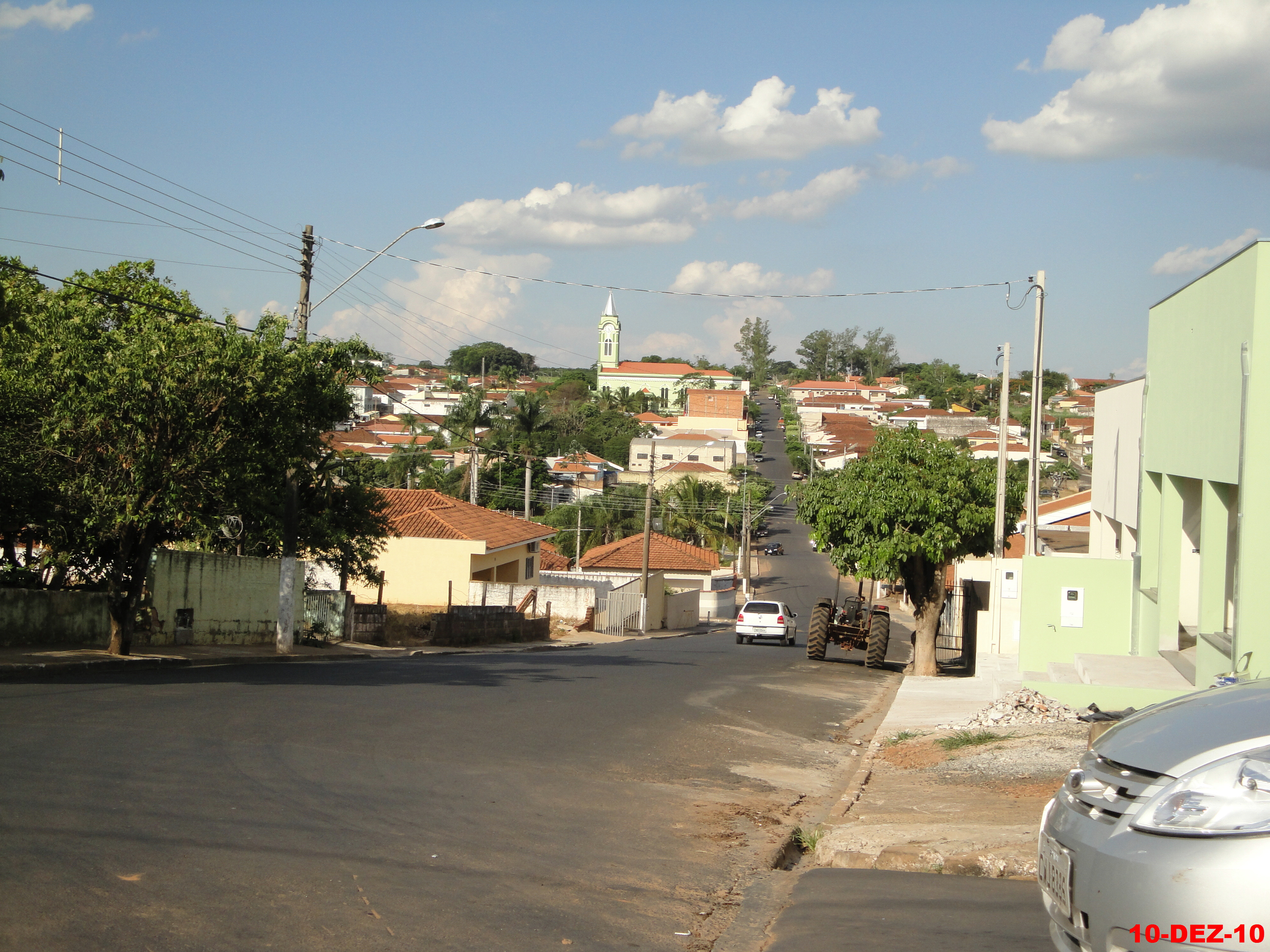
Aspecto da cidade.

### População
O primeiro recenseamento realizado em Fernando Prestes pelo Instituto Brasileiro de Geografia e Estatística (IBGE) ocorreu em 1920, e apontou uma população no distrito de 7.363 habitantes, sendo 3.976 do sexo masculino e 3.387 do sexo feminino.
| Crescimento populacional                             | Crescimento populacional | Crescimento populacional | Crescimento populacional |
| Ano                                                  | População Total          |                          | %±                       |
| ---------------------------------------------------- | ------------------------ | ------------------------ | ------------------------ |
| 1937                                                 | 15 310                   |                          | —                        |
| 1940                                                 | 7 780                    |                          | −49,2%                   |
| 1946                                                 | 5 680                    |                          | −27,0%                   |
| 1950                                                 | 5 238                    |                          | −7,8%                    |
| 1958                                                 | 3 720                    |                          | −29,0%                   |
| 1960                                                 | 4 921                    |                          | 32,3%                    |
| 1970                                                 | 4 417                    |                          | −10,2%                   |
| 1980                                                 | 4 423                    |                          | 0,1%                     |
| 1991                                                 | 5 175                    |                          | 17,0%                    |
| 2000                                                 | 5 434                    |                          | 5,0%                     |
| 2010                                                 | 5 534                    |                          | 1,8%                     |
| 2022                                                 | 5 942                    |                          | 7,4%                     |
| Est. 2024                                            | 6 066                    | [ 7 ]                    | 2,1%                     |
| Fontes: Censos Demográficos IBGE e Estimativas SEADE |                          |                          |                          |

### Dados demográficos
Censo (2010)
População Total: 5.534 habitantes
- Urbana: 4.689 habitantes
- Rural: 836 habitantes
- Homens: 2.726 habitantes
- Mulheres: 2.808 habitantes

Densidade demográfica: 32,43 habitantes/km²
Índice de Desenvolvimento Humano (IDH-M): 0,758

## Política e administração

### Governo
Primeiras Nomeações
Após a criação do município e sua instalação em agosto de 1935, assumiu interinamente (agosto a outubro de 1935) o cargo de prefeito o Sr. Benedicto Regis, por indicação dos políticos locais (Srs. Raphael Di Foggi, João Marcolongo e Lauro Ricoy). Sob fortes pressões oposicionistas, Sr. Benedicto Regis demite-se. O Governador Dr. Armando de Salles Oliveira nomeia no mesmo ano Sr. Accácio  da Silva Camargo para o cargo de Prefeito Municipal. Após eleições em maio de 1936 é instalada a Câmara Municipal de Fernando Prestes com 7 vereadores.
Era Vargas
Com o golpe de estado de Getúlio Vargas em 1937 e implantação do Estado Novo, ocorreu o fechamento do Congresso Nacional, Assembleias Estaduais e Câmaras Municipais, sendo os estados governados por interventores, que por sua vez nomeavam os prefeitos municipais.
- Luiz Di Foggi Netto (17 de setembro de 1938), nomeado pelo interventor Dr. Adhemar Pereira de Barros.
- Altino Pereira Martins (17 de outubro de 1942), nomeado pelo interventor Dr. Fernando de Souza Costa.

Com a renuncia de Vargas em 1945, por motivos particulares ausentou-se o Sr. Altino Pereira Martins, assumindo interinamente o cargo o Secretário Tesoureiro, Sr. José Padilha de Siqueira Júnior, assumindo posteriormente em 5 de abril de 1947 o Sr. Pedro Frare, por ato do governador. Em junho de 1947, é nomeado o Sr. Cândido Pinto de Mendonça.
Eleições municipais
Em 9 de novembro de 1947 realizou-se por sufrágio direto e secreto, eleições municipais, sendo eleito como prefeito o Sr. José Pedrassoli e para vereadores Antonio da Costa Camargo, Benedito Agustoni, Corina Rosa Donnini (primeira mulher), Edmundo Mussi, Emílio Belini, Guido Malacrida, João Baesso, José Tebar, José Vergani, Nali Abissamra e Pedro Frase, empossados em 1 de janeiro de 1948.
Galeria de Prefeitos
| Prefeito Municipal        | Mês/Ano de Posse | Prefeito Municipal    | Mês/Ano de Posse | Prefeito Municipal       | Mês/Ano de Posse |
| ------------------------- | ---------------- | --------------------- | ---------------- | ------------------------ | ---------------- |
| Benedito Reggis           | 08/1935          | Edmundo Mussi         | 01/1956          | José Altino Gomes        | 01/1993          |
| Accacio da Silva Camargo  | 07/1935          | Jayme Ribeiro Serva   | 01/1960          | Sebastião Manoel Machado | 01/1997          |
| Luiz Di Foggi Netto       | 09/1938          | João da Costa Camargo | 01/1964          | Sebastião Manoel Machado | 01/2001          |
| Altino Pereira Martins    | 10/1942          | Vergilio Canalle      | 01/1969          | Bento Luchetti Junior    | 01/2005          |
| Pedro Frare               | 04/1947          | Arlindo Remondini     | 01/1973          | Bento Luchetti Junior    | 01/2009          |
| Cândido Pinto de Mendonça | 06/1947          | Vergilio Canalle      | 01/1977          | Rodrigo Ravazzi          | 01/2013          |
| José Pedrassoli           | 01/1948          | Arlindo Remondini     | 01/1983          | Bento Luchetti Junior    | 01/2017          |
| José Vergani              | 01/1952          | Enico Caroni          | 01/1989          | Rodrigo Ravazzi          | 01/2021          |

Administração atual
| Prefeito Municipal    | Vice-Prefeito          | Vereadores             | Vereadores            | Vereadores             |
| --------------------- | ---------------------- | ---------------------- | --------------------- | ---------------------- |
| Bento Luchetti Junior | Ademir Donizeti Matias | Edson Vergani          | Mariel da Rocha       | Weslen Luis dos Santos |
| Bento Luchetti Junior | Ademir Donizeti Matias | Valdireni Doce Porfida | Ronaldo Ravazzi Amado | Geraldo da Silva       |
| Bento Luchetti Junior | Ademir Donizeti Matias | Mizael Gibertoni       | Mauricio Junchetti    | Dener Miola            |

### Símbolos municipais
O prefeito Arlindo Remondini, no uso de suas atribuições institui os símbolos municipais por meio de leis.
O Brasão de Armas em 20 de julho de 1984; a Bandeira Municipal foi instituída em 24 de junho de 1985 e o Hino Municipal em 2 de maio de 1988.
Brasão de Armas
Conformação: escudo português, lembrança a raça colonizadora. Três campos são divididos por um coração com os dizeres "A cidade que o amor criou".
O primeiro campo simboliza a pureza e apresenta as riquezas do município: laranja, limão e tomate. O segundo campo simboliza a paz e apresenta ramos de cana-de-açúcar, cultura economicamente importante. O terceiro campo simboliza o trabalho humilde e apresenta a água como símbolo da vasta rede hidrográfica.
O escudo é encimado pela "Coroa Mural" em ouro, de cinco torres, três completas e duas em perspectiva. Como suporte um ramo de café frutificado, representando a riqueza do município. Por fim uma divisa, em prata, em listão de goles "Fernando Prestes".
Bandeira Municipal
Conformação: quatro retângulos divididos por uma Cruz Latina branca, tendo ao centro o Brasão de Armas.
Em primeiro plano, a cor "Verde de Santa Catarina", que domina todo o retângulo da bandeira, tem por significado as culturas agrícolas desenvolvidas, predominantemente a cítrica e a canavieira. Em segundo plano, uma Cruz Latina (conforme o decreto de criação, entretanto é uma cruz heráldica), símbolo da fé cristã dos doadores das terras do município e da unidade da nação que nasceu sob o signo da Cruz (com o nome de Terra de Santa Cruz). Em terceiro plano o Brasão de Armas, lembrando que o município vive em paz, alicerçada pelo trabalho e progresso.
Hino
A letra do hino oficial do município de Fernando Prestes, tem como autor Newton de Almeida Mello, professor e diretor do "Grupo Escolar de Fernando Prestes" que compôs letra e melodia. O hino de caráter histórico, destaca a hospitalidade do povo, os campos e as riquezas municipais, assim como o amor pela cidade.

## Infraestrutura

### Política
- Prefeitura Municipal
- Câmara Municipal
- Almoxarifado Municipal
- Secretaria Municipal de Educação
- Secretaria de Assistência Social
- Educação

### Educação
- EMEF Profa. Clélia Machado de Freitas - Fundamental Ciclo I
- EMEF Profa. Sophia Athayde Pedrassoli - Fundamental Ciclo II
- EMEF Vérgilio da Silva Camargo (Distrito) - Fundamental Ciclo I e II
- Escola Estadual Francisco Sales de Almeida Leite - Médio e Educação de Jovens e Adultos

### Lazer
- Centro Comunitário Cândido Pinto de Mendonça
- Lago Artificial Adalberto Moacir Ravazzi
- Piscina Pública Municipal
- Ginásio de Esportes
- Estádio Municipal
- Centro Cultural Luiz Angélico

### Segurança Pública
- Delegacia de Polícia Civil e Militar
- Cadeia Pública Feminina

### Social e Assistencial
- Centro de Convivência do Idoso
- Centro de Referência da Assistência Social

### Saúde
- Unidade Básica de Saúde José Franzoni
- Unidade Básica de Saúde José Doce Filho (Distrito de Agulha)

### Saneamento
- Companhia de Saneamento Básico do Estado de São Paulo

### Serviços
- Correios
- Banco do Brasil
- Banco Bradesco
- Casas Lotéricas

### Comunicações
Telefonia
O sistema de telefones automáticos foi inaugurado na cidade em 1974 pela Telecomunicações de São Paulo (TELESP), que também implantou o sistema de discagem direta à distância (DDD) em 1988 com o código de área (0162). Anteriormente a cidade era atendida pela Companhia Telefônica Brasileira (CTB).
Na década de 90 o código DDD da cidade foi alterado para (016), para padronização do sistema telefônico com a telefonia celular que estava sendo implantada em todo o estado.
Jornais
O município conta com dois jornais impresso e um site de notícias:
- Notícias da Região - Fundado em 1996 pelo jornalista Armando da Cunha Filho, formato standard  com circulação em Fernando Prestes, Agulha, Vista Alegre do Alto e Pirangi.
- A Trombeta - Criado em 2001 pelo jornalista José Saul Martins e Carlos Alberto Bertoline. Em 2003 o jornal fica a cargo apenas do jornalista José Saul Martins que em 2014 implanta o portal on line denominado www.jornalatrombeta.com.br . A versão impressa formato standard circula em Fernando Prestes, Cândido Rodrigues e nos distritos de Agulha e Aparecida de Monte Alto. O jornal A Trombeta também possui uma página no Facebook

## Religião

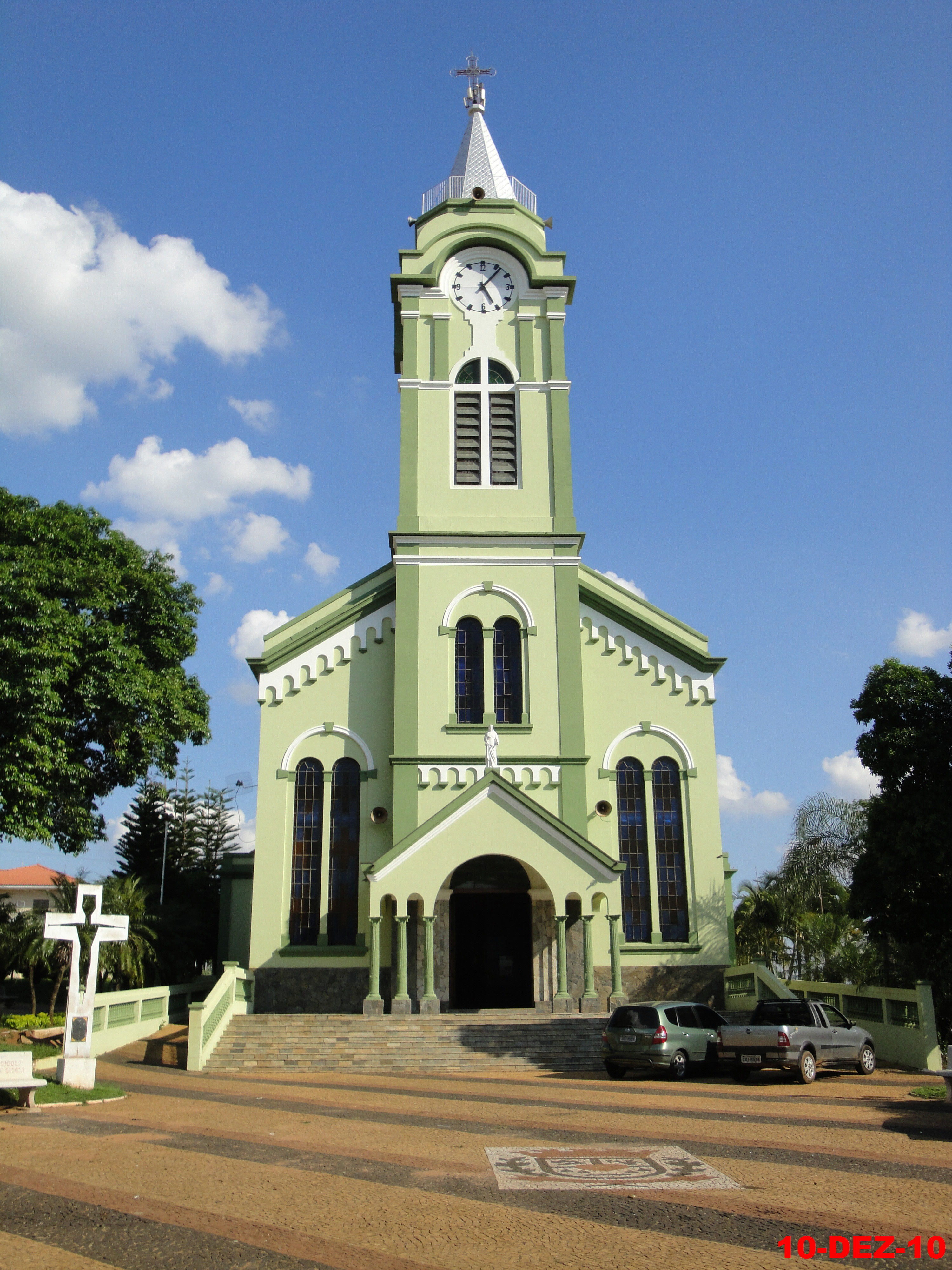
Igreja matriz.

População conforme religião de acordo com o Censo IBGE 2010:
- Católica: 4.664 habitantes
- Espírita: 65 habitantes
- Evangélica: 696 habitantes

O Cristianismo se faz presente na cidade da seguinte forma:

### Igreja Católica
A igreja faz parte da Diocese de Jaboticabal.
- Igreja Matriz de Santa Luzia
- Capela de São Benedito
- Salão Paroquial e Centro Catequético

### Igrejas Evangélicas
Entre as igrejas protestantes históricas, pentecostais e neopentecostais, encontram-se na cidade:
- Assembleia de Deus Ministério do Belém.[19][20]
- Congregação Cristã no Brasil.[21]